# Gyayag Rinpoche
| Tibetische Bezeichnung                     |
| ------------------------------------------ |
| Wylie-Transliteration: rgya yag rin po che |
| Chinesische Bezeichnung                    |
| Vereinfacht: 嘉雅活佛                      |
| Pinyin:Jiaya huofo                         |

Gyayag Rinpoche (tib.  rGya yag rin po che) ist eine wichtige Inkarnationsreihe des Kumbum-Klosters, eines Klosters der Gelug-Schule des tibetischen Buddhismus in Qinghai. Es sind fünfzehn Vertreter des Systems bekannt, acht wurden posthum anerkannt, demnach besteht die Zählung derzeit aus sieben Persönlichkeiten.
Der bekannteste Vertreter ist der 6. Gyayag Rinpoche Lobsang Tenpe Gyeltshen (blo bzang bstan pa'i rgyal mtshan; 1916–1990), der Lehrer des 10. Penchen Erdeni Chökyi Gyeltshen.
In der folgenden Übersicht sind die tibetischen Namensformen angegeben, zusätzlich in chinesischer Schreibung (nicht in der mongolischen).

## Liste der Gyayag Rinpoches
Pinyin/chin./dt. Umschrift/Umschrift nach Wylie/Lebensdaten
- 1. Gesang Ouzhu 噶桑欧珠 Kelsang Ngödrub (bskal bzan dngos grub)
- 2.
- 3.
- 4.
- 5.
- 6. Luosang Danbai Jianzan 洛桑丹白尖赞 Lobsang Tenpe Gyeltshen (blo bzang bstan pa'i rgyal mtshan) (1916–1990)
- 7. Luosang Huadan Quejie Wangxiu 洛桑华旦却吉旺秀 Lobsang Pelden Chökyi Wangchug (blo bzang dpal ldan chos kyi dbang phyug)